# Koloniální řád italské hvězdy
Koloniální řád italské hvězdy (italsky: Ordine Coloniale della Stella d'Italia) byl koloniální řád Italského království, založený v roce 1914 italským králem Viktorem Emanuelem III.

## Vzhled řádu
Odznakem je zlatá, bíle smaltovaná pěticípá hvězda s cípem nahoru a s kuličkami na koncích, převýšená zlatou korunou. V jejím středovém medailonu se nachází zlatá korunovaná iniciála zakladatele VE v červeném poli, okolo se vine zelený pás s letopočtem 1911 dole (rok dobytí Libye na Osmanské říši). Zadní strana je pak červená s nápisem AL MERITO COLONIALE (Za koloniální zásluhy). Stuha je červená se zeleno-bílým lemem.

## Dělení řádu
Řád byl udělován za zásluhy v italských koloniích, zejména v Libyi. Měl pět tříd:
- rytíř - velkokříž (Cavaliere di Gran Croce)
- velkodůstojník (Grande ufficiale)
- komtur (Commendatore)
- důstojník (Ufficiale)
- rytíř (Cavaliere)

Udělování jednotlivých stupňů bylo omezeno na 150 rytířů, 50 důstojníků, 20 komturů, 7 velkodůstojníků a 4 velkokříže. Řád přestal být udělován v roce 1943, s obsazením Libye Spojenci a byl zrušen v roce 1946.